# Eva Vítečková
Eva Vítečková (nacida el  26 de enero de 1982 en Nové Město na Moravě) es una exjugadora de baloncesto checa. Consiguió 3 medallas en competiciones oficiales con la República Checa.